# 埃罗莎
埃罗莎（俄语：АЛРОСА）是俄罗斯一家專門從事钻石勘探、开采、制造和销售的公司，該公司的總部位於米尔内以及莫斯科。  該公司主要在萨哈、阿尔汉格尔斯克州和非洲開采鑽石。該公司的钻石产量佔俄罗斯全國產量的95%，佔全球钻石开采量的27%。 該公司成立於1992年2月19日。 